# Boy Westerhof
Boy Westerhof (* 24. Oktober 1985 in Assen) ist ein ehemaliger niederländischer Tennisspieler.

## Karriere
Boy Westerhof spielte hauptsächlich auf der ATP Challenger Tour und der ITF Future Tour. Er gewann 15 Einzel- und 29 Doppeltitel auf der Future Tour. Auf der Challenger Tour war er neun Mal im Doppel siegreich, zuletzt 2017. Zum 28. Juli 2008 durchbrach er erstmals die Top 200 der Weltrangliste im Doppel und seine beste Platzierung war der 132. Rang im Jahr 2015.
Mitte 2018 spielte er sein letztes Turnier. Er nahm seitdem nonch an der Ü30-Tennis-Bundesliga für verschiedene Vereine, zuletzt 2022, teil.

## Erfolge
| Legende (Anzahl der Siege)  |
| Grand Slam                  |
| ATP World Tour Finals       |
| ATP World Tour Masters 1000 |
| ATP World Tour 500          |
| ATP World Tour 250          |
| ATP Challenger Tour (9)     |

### Doppel

#### Turniersiege
| Nr. | Datum              | Turnier                 | Belag | Partner                 | Finalgegner                             | Ergebnis          |
| --- | ------------------ | ----------------------- | ----- | ----------------------- | --------------------------------------- | ----------------- |
| 1.  | 5. August 2007     | Saransk                 | Sand  | Antal van der Duim      | Alexei Kedrjuk Uros Vico                | 6:2, 7:63, [11:9] |
| 2.  | 26. August 2007    | Manerbio                | Sand  | Antal van der Duim      | Frederico Gil Alberto Martín            | 7:64, 3:6, [10:8] |
| 3.  | 15. Juli 2012      | Scheveningen (1)        | Sand  | Antal van der Duim      | Rameez Junaid Simon Stadler             | 6:4, 5:7, [10:7]  |
| 4.  | 14. Juli 2013      | Scheveningen (2)        | Sand  | Antal van der Duim      | Gero Kretschmer Alexander Satschko      | 6:3, 6:3          |
| 5.  | 8. September 2013  | Alphen aan den Rijn (1) | Sand  | Antal van der Duim      | Simon Greul Wesley Koolhof              | 4:6, 6:3, [12:10] |
| 6.  | 13. Juli 2014      | Scheveningen (3)        | Sand  | Matwé Middelkoop        | Martin Fischer Jesse Huta Galung        | 6:4, 3:6, [10:6]  |
| 7.  | 6. September 2014  | Alphen aan den Rijn (2) | Sand  | Antal van der Duim      | Rubén Ramírez Hidalgo Matteo Viola      | 6:3, 6:1          |
| 8.  | 12. September 2014 | Sevilla                 | Sand  | Antal van der Duim      | James Cluskey Jesse Huta Galung         | 7:63, 6:4         |
| 9.  | 10. September 2017 | Alphen aan den Rijn (3) | Sand  | Botic van de Zandschulp | Aleksandar Lasow Wolodymyr Uschylowskyj | 7:66, 7:5         |